# 吴镇墓
吴镇墓位于中国浙江省嘉兴市嘉善县魏塘街道花园路178号梅花庵内，是元代著名画家、元四家之一的吴镇的墓葬，建于元至正十四年（1354）。墓址为吴镇生前自选，位于梅花庵西院，坐北朝南，直径5.15米，高2.3米，下部用条石围砌成八角形，其上堆土植草。墓碑原为吴镇生前自题“梅花和尚之塔”，今上半段已残，并移至陈列室内保存，现墓碑为万历三十六年（1608）嘉善知县谢应祥所立，篆书“此画隐吴仲圭高士之墓”，署“万历戊申立，谢应祥题”。墓旁有梅花泉和梅花亭，两则有碑廊，东侧为梅花庵，为纪念吴镇的附属性建筑，明万历年间为守墓而建，现存山门、前殿与后殿。2000年在梅花庵东侧、南侧建吴镇纪念馆。

## 图集
- 梅花庵大门南侧，匾额为董其昌所书
- 梅花庵大门北侧，砖刻“竹苞松茂”四字
- 梅花庵前殿南侧，建筑面阔三间，硬山顶
- 梅花庵前殿梁架
- 梅花亭西侧，建筑面阔三间，歇山顶
- 梅花亭内明泰昌元年（1620）《修梅花道人墓记》，陈继儒所书
- 吴镇墓南面
- 吴镇墓西面
- 新建吴镇陈列室（蘧庐）